# اکستازی
۳٬۴ متیلِن‌دی‌اکُسی‌متاآمفتامین (اختصاراً MDMA)، که معمولاً به نام‌های اکستازی (به شکل قرص) مالی یا مَندی (به شکل پودر کریستال) شناخته می‌شود، داروی قوی اِمپاتوژن-انتاکتوژن با خاصیت محرک قوی و روان‌گردان ضعیف از گروه آمفتامین و فنتیل‌آمین است. ام‌دی‌ام‌ای در بین عموم مردم بیش‌تر با نام اِکستازی (EX یا XTC) شناخته می‌شود.
MDMA باعث افزایش آزادسازی «سروتونین»، «دوپامین» و «نورآدرنالین» در سیناپس‌ها و مهارکننده بازجذب این ناقل‌های عصبی است.
قرص اکس یا ایکس، شادی‌آور است و به دلیل ترشح بیش از حد دوپامین و خصوصاً سروتونین، احساس صمیمیت با دیگران را به وجود، فرد را برونگراتر و اجتماعی‌تر می‌کند و اضطراب فرد را کاهش می‌دهد. MDMA اولین بار توسط آنتون کولیش شیمیدان شرکت مرک در سال ۱۹۱۲ سنتز شد. در دهه ۱۹۷۰ در پروسه روان‌درمانی برخی اختلالات روانی از جمله افسردگی مورد استفاده قرار می‌گرفت و در دهه ۱۹۸۰ تبدیل به یک داروی محبوب خیابانی شد.
MDMA معمولاً با مهمانی‌های رقص، رَوِ و موسیقی رقص الکترونیک مرتبط است. قرص‌هایی که به عنوان اکستازی فروخته می‌شوند ممکن است با مواد دیگری مانند افدرین، آمفتامین و مت‌آمفتامین مخلوط شوند. در سال ۲۰۱۶، حدود ۲۱ میلیون نفر در سنین ۱۵ تا ۶۴ سال (۰/۳ درصد از جمعیت جهان) از اکستازی استفاده کردند. این به‌طور کلی مشابه درصد افرادی بود که کوکائین یا آمفتامین‌ها استفاده می‌کردند، اما کمتر از حشیش یا مواد افیونی بود. در ایالات متحده، از سال ۲۰۱۷، حدود ۷٪ از مردم در مقطعی از زندگی خود از MDMA و ۰/۹٪ از آن در سال گذشته استفاده کرده‌اند. خطر مرگ ناشی از یک دوز MDMA از ۱ مرگ در ۲۰٫۰۰۰ مورد تا ۱ مرگ در ۵۰٫۰۰۰ مورد تخمین زده می‌شود.

## سمیت
اکثر قرص‌هایی که با نام اکستازی به فروش می‌رسند حاوی ترکیبات محرک ارزان‌تر و مواد شیمیایی بازمانده از سنتز آن‌ها هستند که این موضوع می‌تواند بسیار خطرناک باشد. البته حتی در صورتی که قرص‌ها کاملاً خالص باشند مصرف اکستازی می‌تواند باعث آسیب مغزی شود.

## عوارض جانبی
عوارض کوتاه مدت: افزایش فشارخون و ضربان قلب، بی‌خوابی، گشادی مردمک‌ها، کم‌آبی بدن و افزایش دمای بدن و تعریق، حالت تهوع، ناتوانی جنسی، دندان‌قروچه.

عوارض بلند مدت: شواهدی در دست است که نشان می‌دهد مصرف طولانی مدت اکستازی باعث تغییر در ساختار بخش‌هایی از مغز می‌شود.

قطع مصرف اکستازی به دلیل خالی شدن منابع سروتونین باعث افسردگی، احساس خستگی، بی حوصلگی و گاهی اوقات تهوع می‌شود. مصرف هم‌زمان اکستازی با داروهای ضدافسردگی مهارکننده بازجذب مونوآمین‌ها همچنین «ترامادول» باعث افزایش اثرات آن و سندروم سروتونین و ریسک مرگ می‌شود.